# Кривоносов, Михаил Петрович
Михаи́л Петро́вич Кривоно́сов (1 мая 1929, Кричев, Могилёвский округ — 11 ноября 1994, Кричев, Могилёвская область) — советский легкоатлет, серебряный призёр Олимпийских игр. Заслуженный мастер спорта СССР (1954).

## Карьера
На Олимпиаде в Хельсинки в 1952 году участвовал в соревновании метателей молота, но в финале не сумел сделать ни одной результативной попытки. На следующей Олимпиаде выиграл серебряную медаль, уступив лишь американцу Гарольду Коннолли.
В 1954 году выиграл чемпионат Европы, а в 1958 стал вторым на европейском первенстве.
Шесть раз устанавливал рекорд мира в метании молота и одиннадцать раз рекорд Советского Союза.
Шестикратный чемпион СССР по метанию молота, в 1953 занял второе место на чемпионате страны среди метателей диска.
В 1965 году ему было присвоено звание «Заслуженный деятель физической культуры БССР», а в 1971 году защитил диссертацию и стал кандидатом педагогических наук.

## Награды
- орден Ленина (27.04.1957) — «за успехи, достигнутые в деле развития массового физкультурного движения в стране, повышения мастерства советских спортсменов, и успешное выступление на международных соревнованиях»